# Дикий хміль
Дикий хміль (рос. Дикий хмель) — радянський художній фільм 1985 року, знятий на кіностудії «Мосфільм».

## Сюжет
Залишившись сиротою, Наташа приходить працювати на взуттєву фабрику, де працювала її мати. Тут вона знаходить друзів, стикається з першими труднощами і знайомиться з майбутнім чоловіком — редактором фабричної газети — Андрієм Буровим. Організувавши експериментальний цех, Наташа незабаром стала лідером фабрики. Але в сім'ї не все складається благополучно. Одержимий ідеєю написати книгу, Андрій їде в Сибір…

## У ролях
- Світлана Рябова — Наташа Миронова
- Олександр Мартинов — Андрій Петрович Буров, редактор фабричної газети
- Ірина Щукіна — Люська Закурдаєва, бригадир
- Віктор Павлов — Георгій Зосимович Широкий
- Іван Рижов — Іван Сидорович Дорохін
- Павло Махотін — Борис Борисович Луцький
- Валентина Березуцька — Парасковія Яківна Крепильникова, працівниця фабрики
- Ігор Янковський — Броніслав Александров, письменник
- Олена Фадеєва — Юлія Борисівна, мати Андрія Бурова
- Ніна Русланова — Євдокія Тах, працівниця фабрики
- Віктор Глущенко — Гліб Миколайович, секретар парткому
- Катерина Бондарєва — Наталка в дитинстві
- Ніна Зоткіна — секретар комітету ВЛКСМ
- Лідія Єжевська — подруга Наташі
- Раїса Рязанова — Фрося, працівниця фабрики
- Валерій Хлевинський — гість на весіллі
- Ігор Безяєв — Ступкін
- Надія Матушкина — працівниця фабрики
- Сергій Голованов — дід Наташі
- Євгенія Мельникова — Анна Григорівна, тітка Наташі
- Юрій Леонідов — гість на весіллі
- Віра Бурлакова — працівниця взуттєвої фабрики
- Филимон Сергєєв — епізод
- Георгій Шестаков — епізод
- Олександра Харитонова — бабуся Шура, бабуся Каті
- Дмитро Орловський — попутник Наташі
- Василь Циганков — працівник взуттєвої фабрики

## Знімальна група
- Режисер — Олег Бондарєв
- Оператор — Ігор Мельников
- Композитор — Олександр Бєляєв
- Художник — Леонід Платов